# Aloe ghibensis
Aloe ghibensis ist eine Pflanzenart der Gattung der Aloen in der Unterfamilie der Affodillgewächse (Asphodeloideae). Das Artepitheton ghibensis verweist auf das Vorkommen der Art in der Ghibe-Schlucht in Äthiopien.

## Beschreibung

### Vegetative Merkmale
Aloe ghibensis wächst stammbildend. Der kletternde Stamm erreicht eine Länge von bis zu 100 Zentimeter und ist 5 bis 7 Zentimeter dick. Die  Laubblätter bilden eine Rosette. Die trübgrüne Blattspreite ist 35 bis 50 Zentimeter lang und 7 bis 10 Zentimeter breit. Die Blattoberfläche ist glatt. Die weißen, braun gespitzten Zähne am Blattrand sind 3 Millimeter lang und stehen 7 bis 10 Millimeter voneinander entfernt. Der Blattsaft trocknet gelb.

### Blütenstände und Blüten
Der Blütenstand weist sieben oder acht Zweige auf und erreicht eine Länge von 45 bis 54 Zentimeter. Die lockeren, zylindrischen Trauben sind 10 bis 22 Zentimeter lang und bestehen aus einseitswendigen Blüten. Die eiförmig-spitzen Brakteen weisen eine Länge von 3 bis 4 Millimeter auf und sind etwa 2,5 Millimeter breit. Die scharlachroten Blüten stehen an 5 bis 6 Millimeter langen Blütenstielen. Sie sind 28 bis 30 Millimeter lang und an ihrer Basis gestutzt. Auf Höhe des Fruchtknotens weisen die Blüten einen Durchmesser von etwa 6 Millimeter auf. Ihre äußeren Perigonblätter sind auf einer Länge von 6 bis 8 Millimetern nicht miteinander verwachsen.

## Systematik und Verbreitung
Aloe ghibensis ist in Äthiopien in der Ghibe-Schlucht in der Region Oromia im Kefa-Florengebiet in Höhen von 1365 bis 1700 Metern verbreitet. Sie wächst in Combretum-Terminalia-Waldland am Rand von Klippen vulkanischen Ursprungs und ist unter anderem mit Combretum collinum, Acacia polyacantha subsp. campylacantha und Ficus sycomorus vergesellschaftet.
Die Erstbeschreibung durch Sebsebe Demissew und Ib Friis wurde 2011 veröffentlicht.

## Gefährdung und Schutzmaßnahmen
Der natürliche Lebensraum dieser Art wird durch Erosionsschäden, infolge von Holzeinschlag u. a. stark verändert und die Bestände in freier Wildbahn nehmen sehr stark ab. Die IUCN listet diese Art in der Kategorie Critically Endangered (vom Aussterben bedroht). Zum Schutz der Art wird diese in Kultur gezogen.

## Nachweise